# Berylltangara
Berylltangara (Tangara nigroviridis) är en fågel i familjen tangaror inom ordningen tättingar.

## Utseende
Berylltangaran är en liten tangara med omisskännlig fjäderdräkt. Hela kroppen är kraftigt fläckad i lysande blågrönt, tydligt kontrasterande mot svart ögonmask och svart rygg. Könen är lika.

## Utbredning och systematik
Berylltangara delas in i fyra underarter:
- Tangara nigroviridis cyanescens – förekommer i Anderna från Colombia till norra Venezuela och västra Ecuador
- Tangara nigroviridis nigroviridis – förekommer i östra Andernas östsluttning i Colombia och östra Ecuador
- Tangara nigroviridis lozanoana – förekommer i bergstrakter i Venezuela (Táchira, Mérida, Zulia och Lara)
- Tangara nigroviridis berlepschi – förekommer i Anderna i östra Peru och nordvästra Bolivia (La Paz och Cochabamba)

Underarten lozanoana inkluderas ofta i cyanescens.

## Levnadssätt
Berylltangaran hittas i Andernas subtropiska zon. Där är den en rätt vanlig medlem av kringvandrande artblandade flockar på mellan 1500 och 2700 meters höjd. Den ses inne i skog, men också i skogsbryn och ungskog.

## Status och hot
Arten har ett stort utbredningsområde, men tros minska i antal, dock inte tillräckligt kraftigt för att den ska betraktas som hotad. Internationella naturvårdsunionen IUCN listar arten som livskraftig (LC).